# Oxalis laxa
Oxalis laxa là một loài thực vật có hoa trong họ Chua me đất. Loài này được Hook. & Arn. mô tả khoa học đầu tiên năm 1830.